# Zviti Martin
Je slovenska prekmurska ljudska pravljica. Govori o siromaku Martinu, ki gre po svetu iskat delo, da bo lahko nahranil svojo številčno družino. Zapisala jo je Cilka Franc, Kovačevci.

## Analiza pravljice
- pripovedovalec: tretjeosebni, vsevedni;
- književne osebe: 
  - siromak Martin,
  - gospodinja,
  - gospodinjin sin;
- književni prostor in čas nista znana;
- slogovne značilnosti: 
  - ponavljanje (lop, lop),
  - pomanjševalnice (Martinek, možiček),
  - ukrasni pridevki (drobcen možiček);
- motivi:
  - motiv revščine (Martin gre po svetu iskat službo);
- konec je srečen.

## Analiza pravljice po Alenki Goljevšček
- izročenost: gospodinja naroči Martinu, kaj mora storiti, da bo lahko služil pri njej;
- selstvo: Martin gre po svetu iskat službo;
- zajedalstvo: gospodinjin sin opravi večji del naloge, Martin pa ga ukane in nalogo zvito dokonča;
- milenarizem: Martin je nagrajen s polno vrečo denarja in srečno zaživi s svojo družino.

## Ljudske značilnosti
- avtor ni znan;
- književne osebe niso imenovane, le glavni lik ima tipično prekmursko ime;
- narečne besede: cepelige;
- pravljično število: tri (tretje mesto, leto traja tri dni).

## Motivno-tematske povezave
- Motiv revščine: Račke, mravlje in čebelice, O treh grahih

## Značilnosti vseh pripovedi iz knjige Slepi bratec: Prekmurske ljudske pripovedi
- Izbrane prekmurske ljudske pripovedke in pravljice.
- Avtor ni znan.
- Čutijo se zgodovinski vplivi: 
  - verski (širjenje protestantizma) in
  - izoliranost Prekmurja od ostalih delov Slovenije (narečje se močno razlikuje od slovenskega knjižnega jezika).
- Tematski poudarek na milenarizmu: zaradi dobrote so glavni literarni liki na koncu bogato nagrajeni.
- Pogosto omenjena revščina: junaki gredo po svetu iskat srečo (O treh grahih, Zviti Martin)
- Pogosti motivi: 
  - treh bratov (Račke, mravlje in čebelice, Slepi bratec, Zlato jabolko), tudi treh hčera (Tri revne deklice);
  - hvaležnih živali (Račke, mravlje in čebelice, Slepi bratec, Rjava škatlica);
  - hudiča (Tri revne deklice).
- Slogovne značilnosti: 
  - pomanjševalnice,
  - ponavljanja,
  - ukrasni pridevki,
  - narečne besede,
  - pravljična števila (najpogostejše število tri),
  - potovanje je prestavljeno v sfero čudežnega: ni časovnih ovir, prevelikh razdalj.
- Književne osebe:
  - realne ali fantastične;
  - liki so poimenovani po poklicu, družbenem položaju, običajno predstavljajo isto lastnost (mačeha – zlobna, kraljična – lepa), kadar imajo imena so tipično prekmurska;
  - črno-belo slikanje oseb (hudoben – dober, reven – bogat);
  - personificirani liki: živali, rastline, predmeti;
  - nastopajo vile sojenice, grofi, kralji, zaklete kraljične, dobri starčki in starke, človeku prijazne živali (največkrat petelin, tudi kače), hudobne čarovnice in čarovniki, krvoločni zmaji, razbojniki; Ogri, Romi ...